# ヒーヴァーのアスター男爵
ヒーヴァーのアスター男爵（英語: Baron Astor of Hever）は、連合王国貴族の男爵位。アスター子爵家の分流であるジョン・ジェイコブ・アスターが1956年に叙されたのに始まる。

## 歴史

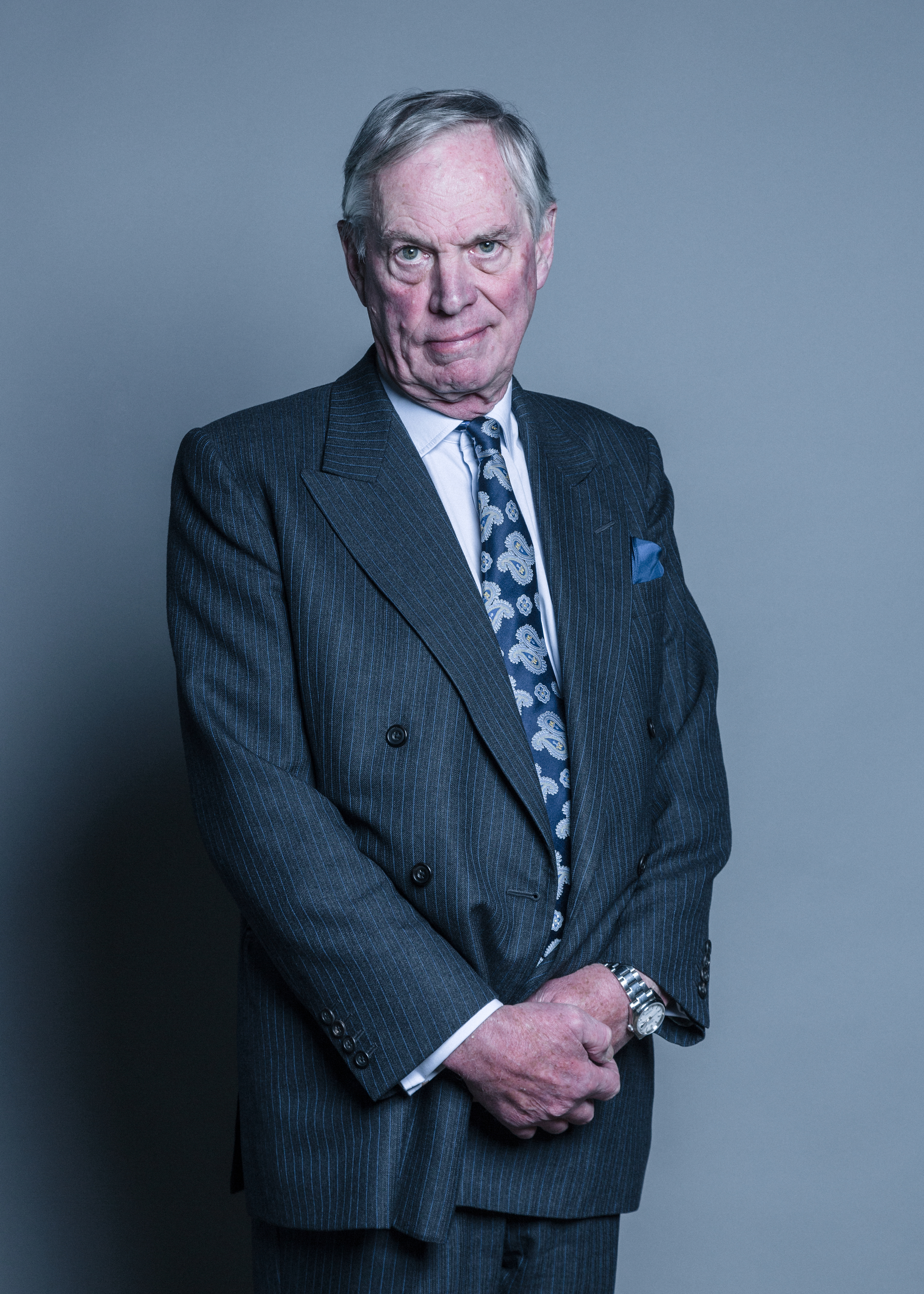
現当主である第3代男爵ジョン・アスター

アメリカの財閥アスター家の一族でイギリスに帰化し、初代アスター子爵に叙されたウィリアム・アスター(1848年-1919年)の三男であるジョン・ジェイコブ・アスターは、保守党の庶民院議員やタイムズの経営者を務め、1956年1月21日に連合王国貴族爵位ケント州におけるヒーヴァー城のヒーヴァーのアスター男爵(Baron Astor of Hever, of Hever Castle in the County of Kent)に叙せられた。
初代男爵の死後、その長男のギャヴィン・アスター(1918–1984)が2代男爵を継承した。2代男爵の死後はその長男ジョン・ジェイコブ・アスター(1946-)が3代男爵を継承した。2017年現在の当主も彼である。彼は1999年に世襲貴族の議席が92議席に限定された後も世襲貴族枠の貴族院議員を務めている。

## ヒーヴァーのアスター男爵 (1956年)
- ヒーヴァーの初代アスター男爵ジョン・ジェイコブ・アスター (John Jacob Astor, 1886–1971) - 、初代アスター子爵ウィリアム・アスターの三男
- ヒーヴァーの2代アスター男爵ギャヴィン・アスター（英語版） (Gavin Astor, 1918–1984) - 先代の長男
- ヒーヴァーの3代アスター男爵ジョン・ジェイコブ・アスター（英語版） (John Jacob Astor, 1946-) - 先代の長男
  - 法定推定相続人は現当主の息子チャールズ・ギャヴィン・ジョン・アスター(Charles Gavin John Astor, 1990-)